# Maximilian von Lerchenfeld-Koefering
Graaf Maximilian von Lerchenfeld-Koefering was een Duits aristocraat, diplomaat en hoveling. Hij was Kamerheer van de Koning van Beieren en Ambassadeur in de Verenigde Staten.
De Pruisische koning verleende hem de Ie Klasse van de Orde van de Rode Adelaar.